# Hermonassa chersotidia
Hermonassa chersotidia là một loài bướm đêm trong họ Noctuidae.